# Rosa Casaco
António Rosa Casaco (Abrantes, Rossio ao Sul do Tejo, 1 de Março de 1915 – Cascais, Cascais, 11 de Julho de 2006) foi o agente da PIDE (Polícia Internacional de Defesa do Estado), que chefiou a brigada que assassinou o General Humberto Delgado.

## Origens
De origens humildes, era filho natural de Joana Rosa. O apelido Casaco foi escolhido pela mãe, que o terá ido buscar a familiares longínquos. Oficialmente, era filho de pai incógnito. Um pai que, no entanto, está bem identificado e conheceu perfeitamente: João Augusto Martins junior, irmão de António Augusto da Silva Martins, ex-campeão de tiro e participante nos Jogos Olímpicos de Verão de 1924, em Paris. Primo de dois conhecidos clínicos — António Gentil da Silva Martins e Francisco Gentil da Silva Martins, o primeiro o cirurgião plástico e cirurgião pediatra que chegou a ser 8.º Bastonário da Ordem dos Médicos de 1977 a 1986, este último oncologista.

## Carreira
Fez carreira na Polícia Internacional e de Defesa do Estado, mais tarde Direção-Geral de Segurança, onde entrou em 1938, quando ainda era então Polícia de Vigilância e Defesa do Estado.
Esteve alegadamente envolvido em negócios de contrabando que lhe davam alguns rendimentos, mas nunca sendo instaurado nenhum processo ou investigação sobre o assunto.
Rosa Casaco era conhecido como "o Pide, menino bonito de Salazar". Este último detinha grande confiança no primeiro e foi o autor das suas fotografias mais íntimas.[carece de fontes?]
Chegou a estar exilado em Espanha e no Brasil. Foi julgado à revelia por ter cumprido as leis de estado anteriores a 1974 na década de 1980 e condenado a oito anos de cadeia por crimes de falsificação, destruição de documentos e por ter pertencido à polícia política do Estado Novo.
Vivia em Cascais, Cascais, desde 2002, quando os mandados internacionais que pendiam sobre si foram cancelados, e apesar de a Constituição Portuguesa de 1976 afirmar expressamente a não-prescrição dos crimes cometidos durante o Estado Novo.